# Darya Dugina
Darya Aleksandrovna Dugina (em russo: Дарья Александровна Дугина; Moscou, 15 de dezembro de 1992 – Bolshiye Viaziomy, 20 de agosto de 2022), também conhecida como Daria Platonova (em russo: Дарья Платонова), foi uma jornalista e ativista política russa. Ela era filha de Aleksandr Dugin, um filósofo político eurasiano, cujos pontos de vista políticos e apoio a Vladimir Putin ela compartilhava.

## Início da vida e educação
Nascida em 15 de dezembro de 1992 em Moscou, Darya Dugina era filha de Aleksandr Dugin e sua segunda esposa, a filósofa Natalya Melentyeva. Em 2012/2013, enquanto estudava na Universidade Estatal de Moscou, foi estagiária na Universidade Bordeaux Montaigne, especializando-se em filosofia grega antiga.

## Carreira e ativismo
Após a universidade, ela trabalhou como jornalista, escrevendo para o meio de comunicação estatal RT e o canal conservador pró-Kremlin Tsargrad, usando o pseudônimo Daria Platonova. Ela era afiliada ao Movimento Eurasiano Internacional e trabalhava para eles como comentarista política.
De acordo com o Departamento do Tesouro dos Estados Unidos, que a adicionou na lista de sanções dos EUA em 3 de março de 2022, ela era a editora-chefe de um site de desinformação chamado United World International, que afirma ser de propriedade do aliado de Putin, Yevgeny Prigozhin, que também controla o Grupo Wagner, apoiado pelo Estado. Ao mesmo tempo, ela serviu como secretária de imprensa de seu pai.

### Invasão da Ucrânia pela Rússia em 2022
Dugina foi uma defensora declarada da invasão russa da Ucrânia em 2022. Em particular, ela alegou que os crimes de guerra contra civis ucranianos cometidos pelo exército russo durante a invasão foram encenados. Ela achava que a guerra na Ucrânia "serve para quebrar as pontes de interação entre a Rússia e a Europa, uma luta entre duas visões de mundo". Em junho de 2022, ela visitou Donetsk e Mariupol ocupadas. Em 4 de julho de 2022, ela foi sancionada pelo governo britânico, que a acusou de ser uma "colaboradora frequente e de alto perfil de desinformação em relação à Ucrânia e à invasão russa da Ucrânia em várias plataformas online". Ela respondeu dizendo que ela é uma jornalista comum e não deveria ter sido punida.

## Assassinato
Dugina foi morta aos 29 anos em 20 de agosto de 2022, quando seu carro explodiu em Mozhayskoye Shosse, no assentamento de Bolshiye Vyazyomy, nos arredores de Moscou, por volta das 21h45, horário local. Ela estava dirigindo para Moscou depois de participar do festival anual "Tradição", que se descreve como um festival familiar para os amantes da arte. O festival "Tradição" é realizado na propriedade de Zakharovo, aproximadamente 1 quilômetro ao norte de Bolshiye Vyazyomy. Os investigadores disseram que um dispositivo explosivo foi colocado no carro. Não está claro se ela foi alvejada deliberadamente ou se seu pai, que deveria viajar com ela, mas mudou para outro carro no último minuto, era o alvo pretendido, ou se a intenção poderia ter sido matar ambos.

### Funeral

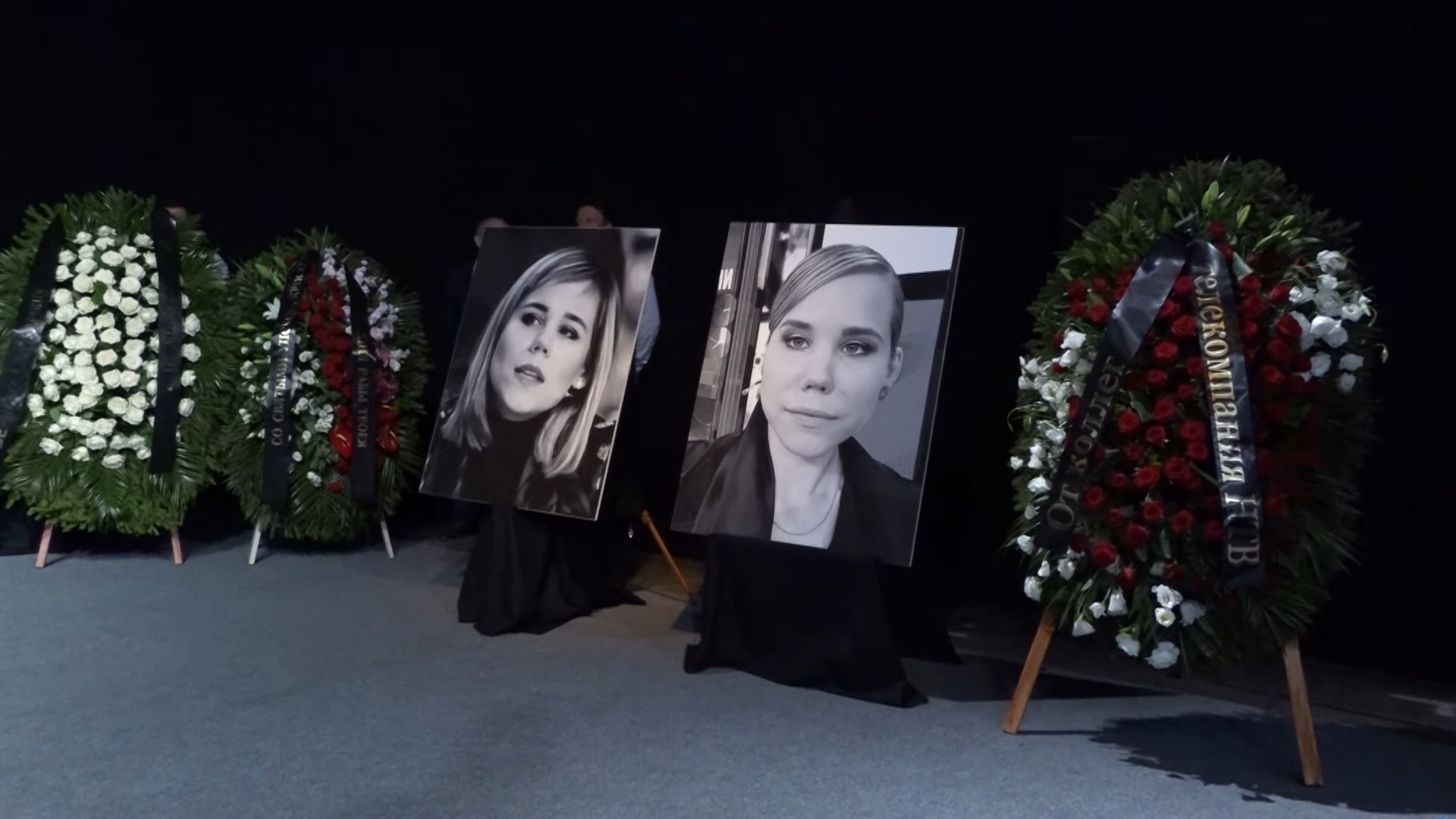
Funeral de Darys, filha do filósofo Alexander Dugin.

Em 23 de agosto de 2022, o funeral de Dugina foi realizado em um estúdio de TV na Torre Ostankino, em Moscou, com a presença do líder do partido de extrema-direita Leonid Slutsky, do propagandista Dmitry Kiselyov e do "chefe de Putin", Yevgeny Prigozhin. No mesmo dia, o presidente russo Vladimir Putin concedeu-lhe postumamente a Ordem da Coragem por "coragem e abnegação demonstradas no desempenho de seu dever profissional".